# Verwringung

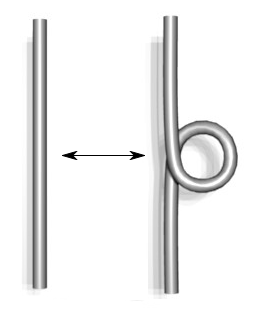
Die erste Reidemeister-Bewegung ändert die Verwringung

Verwringung (auch: Drall, englisch writhe) bezeichnet in der Knotentheorie, einem Teilgebiet der Topologie in der Mathematik, eine Eigenschaft orientierter Verschlingungsdiagramme, die unter anderem bei der Definition des Jones-Polynoms verwendet wird. Die Verwringung ist die Differenz aus der Anzahl positiver Kreuzungen und der Anzahl negativer Kreuzungen.
Positive und negative Kreuzungen sind gemäß untenstehenden Bildern definiert.
| Positive Überkreuzung | Negative Überkreuzung |
| Positive Überkreuzung | Negative Überkreuzung |

Für Knotendiagramme ist die Verwringung unabhängig von der gewählten Orientierung, für Verschlingsdiagramme mit mehr als einer Komponente im Allgemeinen nicht.
Die Verwringung ist invariant unter Reidemeister-Bewegungen vom Typ II und III. Reidemeister-Bewegungen vom Typ I erhöhen oder verringern die Verwringung um 1. Insbesondere ist die Verwringung keine Knoteninvariante, sondern nur eine Invariante des Knotendiagramms.